# Rapatea spruceana
Rapatea spruceana är en gräsväxtart som beskrevs av Friedrich August Körnicke. Rapatea spruceana ingår i släktet Rapatea och familjen Rapateaceae. Inga underarter finns listade i Catalogue of Life.